# Loko (Šošoni)
Loko, pleme Shoshonean Indijanaca iz grupe Paviotsa (Sjeverni Pajuti) koje je nekada živjelo na ili blizu rijeke Carson u zapadnoj Nevadi. Spominje ih Holeman u Ind. Aff. Rep. 152, 1852. 

## Vanjske poveznice
- Mono-Paviotso Indian Tribe History